# Аравийская котловина
Арави́йская котлови́на — подводная котловина в северо-западной части Индийского океана.
Аравийская котловина ограничена подводными склонами Аравийско-Индийского, Мальдивского хребтов, хребта Марри и материковым склоном полуострова Индостан. Длина её составляет около 2500 км, ширина — до 1500 км. Преобладающая глубина — 4000 м, наибольшая — 5803 м. Грунты дна сложены фораминиферовыми осадками.